# Iuri Estevão
Iuri da Cunha Estevão (ur. 7 lutego 1983) – brazylijski zapaśnik walczący w stylu klasycznym. Zajął 31 miejsce na mistrzostwach świata w 2001. Siódmy na igrzyskach panamerykańskich w 2007. Wicemistrz mistrzostw panamerykańskich w 2005 roku.